# کورفینیو
کورفینیو (به ایتالیایی: Corfinio) یک کومونه در ایتالیا است که در استان لاکویلا واقع شده‌است.

## خصوصیات
کورفینیو ۱۸٫۱۹ کیلومترمربع مساحت و ۱٬۰۶۷ نفر جمعیت دارد و ۳۴۶ متر بالاتر از سطح دریا واقع شده‌است.